# اسکوتلارین
اسکوتلارین (به انگلیسی: Scutellarin) با فرمول شیمیایی C۲۱H۱۸O۱۲ یک ترکیب شیمیایی است. که جرم مولی آن ۴۶۲٫۳۶ g/mol می‌باشد. 